# 乔瓦尼·阿齐尼
乔瓦尼·阿齐尼（義大利語：Giovanni Azzini，1929年9月28日—1994年6月4日），意大利男子足球运动员，司职中场。他曾代表意大利国奥队参加1952年夏季奥林匹克运动会足球比赛，获得第九名。